# VNV Nation
VNV Nation is een Iers-Britse futurepopband, en een van de populairdere bands uit de golf van Electronic Body Music in het begin van de 21e eeuw. De afkorting VNV staat voor Victory Not Vengeance waarmee de band een streven naar het beste, en niet bij de pakken neerzitten wil uitdrukken. Het belangrijkste lid is Ronan Harris, die alle muziek en teksten componeert, schrijft en uitvoert. Live werd hij lange tijd bijgestaan door drummer Mark Jackson die de band in november 2017 verliet.

## Bezetting
- Ronan Harris - Zang/productie
- Mark Jackson - Live-drums en percussie

## Eerste jaren
VNV Nation werd opgericht in 1990, toen voorman en belangrijkste lid Ronan Harris van Dublin naar Londen verhuisde. In 1990 brengt Harris naar eigen zeggen op vinyl de maxisingles Body pulse en Strength of youth uit in eigen beheer, gevolgd door bijdrages aan compilatiealbums. De oplages waren zeer klein en zelfs Harris heeft ze niet meer in bezit. Later verhuist hij naar Toronto, waar hij een optreden doet in het voorprogramma van Nitzer ebb. In 1994 keert hij terug naar Europa en in 1995 brengt VNV Nation het eerste album Advance and Follow uit. Dit album blijft in eerste instantie onopgemerkt door de matige productie. In deze tijd voegt ook drummer Mark Jackson zich bij de band. Hij speelt alleen mee bij de live-optredens van VNV Nation.

## Doorbraak
In 1998 verschijnt het tweede album "Praise the fallen". Het album slaat in als een bom. De albumtrack "Honour" doet het in Duitsland erg goed op de dansvloer. Dat geldt ook voor de van het album afkomstige single "Solitary". VNV Nation doet hun eerste grote tournee in Duitsland. Een jaar later tekent VNV Nation bij het label Dependent, wat toentertijd ook Covenant en Suicide Commando onder contract had. Het album "Empires" wordt uitgebracht, wat ook een groot succes wordt. Hierna brengt de band het eerste album opnieuw uit met betere productie en bonus tracks. "Advance and follow V2.0" verschijnt in 2001. In 2000 verschijnt ook het remixalbum "Burning empires" in een gelimiteerde oplage. In 2002 verschijnt ten slotte "Futureperfect" waarin de band de definitie van het futurepopgenre vastlegt. Dit is tevens het laatste album wat de band maakt voor Dependent.
In 2012 arrangeerde VNV Nation voor het festival Gothic Meets Klassik enkele nummers voor orkest. Doordat de opnames die tijdens het festival gemaakt zijn niet bruikbaar zijn, neemt VNV Nation ze opnieuw op met het filmorkest Babelsberg en brengt ze uit op het album Resonance. In 2016 tourt de band in het kader van zijn twintigjarig bestaan met zijn show Compendium die drie uur duurt. Daarbij wordt in november 2016 in P60 in Amstelveen opgetreden. 
In november 2017 laat Harris via Facebook weten dat bandlid Mark Jackson na twintig jaar 'andere levenswegen gaat bewandelen'. Harris brengt in oktober 2018 alleen 'Noire' uit en tourt met een nieuwe liveband, die op 23 oktober ook Amsterdam aandoet.

## Discografie
- 1995, Advance and Follow (cd)
- 1998, Praise the Fallen (cd)
- 1998, Solitary EP (ep)
- 1999, Darkangel (cds)
- 1999, Empires (cd)
- 2000, Standing (cds)
- 2000, Standing / Burning Empires (limited 2xcd with remixes)
- 2001, Advance and Follow (v2) (extended / remastered cd)
- 2001, Genesis 1 (cds)
- 2001, Genesis 2 (limited cds)
- 2002, Futureperfect (cd)
- 2002, Beloved 1 (cds)
- 2002, Beloved 2 (limited cds)
- 2002, Beloved 3 (12" vinyl)
- 2003, Honour 2003 (cds)
- 2004, Pastperfect (dvd) (special and regular editions)
- 2005, Matter and Form (cd)
- 2007, Judgement (cd)
- 2009, Reformation 1
- 2009, Of faith, Power and Glory
- 2011, Automatic
- 2013, Transnational
- 2015, Resonance
- 2018, Noire
- 2023, Electric Sun